# Anthonaeus agavensis
Anthonaeus agavensis is een keversoort uit de familie bastaardglanskevers (Kateretidae). De wetenschappelijke naam van de soort werd in 1874 gepubliceerd door George Robert Crotch.